# Державний переворот у Латвії (1934)

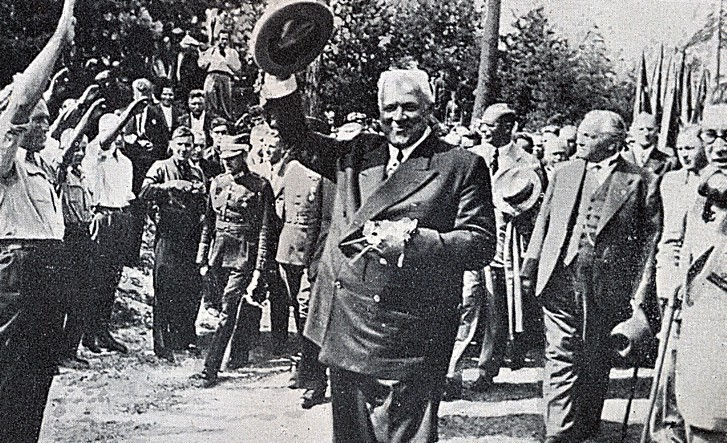
Улманіс з міністрами, 1934

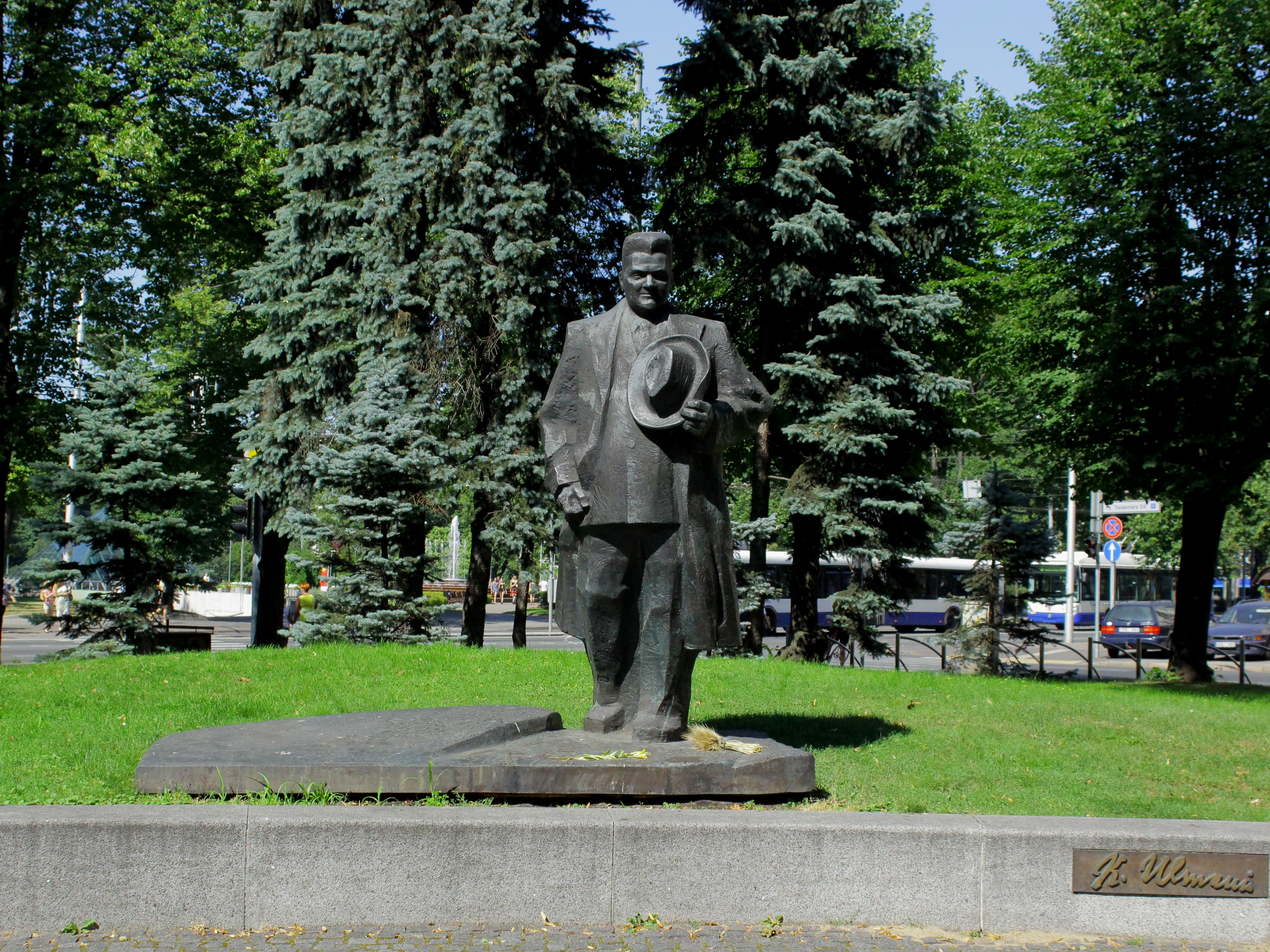
Монумент Улманіса в Ризі

Державний переворот у Латвії 1934 року, відомий у Латвії як переворот 15 травня або переворот Улманіса, був самопереворотом ветерана прем'єр-міністра Карліса Улманіса проти парламентської системи в Латвії. Його режим тривав до радянської окупації Латвії в 1940 році.
У ніч з 15 на 16 травня Улманіс, за підтримки міністра війни Яніса Балодіса і воєнізованої організації Айзсарги, взяв під контроль головні державні та партійні офіси, проголосив стан війни в Латвії, призупинив Конституцію, розпустив усі політичні партії та Сейм Латвії.
Улманіс заснував непарламентський авторитарний режим, у якому він керував як прем'єр-міністр Латвії. Закони продовжував оприлюднювати чинний уряд. Тодішній президент Латвії Альбертс Квіесіс, який також був із Селянського союзу Латвії Улманіса, прийняв переворот і працював до кінця свого терміну 10 квітня 1936 року. Потім Улманіс незаконно прийняв посаду президента держави й був офіційно відомий як Valsts un Ministru Prezidents (державний і міністр-президент), але зазвичай у публікаціях називався Tautas Vadonis (лідер нації) або просто Vadonis (лідер).
Ульманіс був унікальним серед європейських диктаторів того часу, бо він не створив жодної правлячої партії і не вніс нову конституцію. Натомість Улманіс створив професійні палати, що контролюються державою, на основі моделей корпоратизму авторитарних режимів Костянтина Пятса в Естонії і Антоніу де Олівейра Салазара в Португалії. Режим значною мірою базувався на авторитетах і культах особистості Улманіса і Балодіса як засновників Латвії під час Війни за незалежність Латвії, яка, як вони стверджували, звільнила народ від багатопартійного хаосу.
Безкровний переворот здійснювався армією і підрозділами національної гвардії Айзсарги, відданими Улманісу. Вони захопили ключові державни установи, засобі зв'язку та транспорту. Багато виборних посадовців і політиків (майже виключно з Латвійської соціал-демократичної робочої партії, а також фігури з крайнього правого і лівого боку) були затримані, як і будь-які військові офіцери, які чинили опір перевороту. Спочатку близько 2000 соціал-демократів були затримані владою, включаючи більшість соціал-демократичних членів розформованого Сейму. Але також були затримані й члени різних правих радикальних організацій, таких як Pērkonkrusts. Усього 369 соціал-демократів, 95 членів Перконкрустс, пронацистських активістів від балтійських німців і кілька політиків з інших партій були інтерновані в табір, заснований у районі Карости, Лієпая. Після того, як декілька соціал-демократів, таких як Бруно Кальниньш, були очищені судом від звинувачень у володінні зброєю, більшість з тих, хто потрапив у в'язницю, почали з часом виходити на свободу, і деякі вирішили емігрувати. Ті, хто був засуджений судами за зради, такі як лідер Перконкрустс Густавс Цельміньш, залишалися за ґратами протягом усього строку ув'язнення (три роки, як це було у випадку Цельмінша).